# 聖公會港澳教區
聖公會港澳教區是1951年至1998年間，香港和澳門的聖公宗教會。是香港的其中一個主要的基督教會。港澳教區前身是中華聖公會華南教區（前稱港粵），後來雖然中華聖公會已不復存在，但港澳教區依然保持中華聖公會的信仰及禮儀，及中華聖公會1948年的總議會憲綱和憲法則例，港澳教區聖品受封職的誓書內，亦一直保持願遵守中華聖公會的教義，教政及禮儀的宣誓字句。
1991年決定開始籌備成立教省，1998年由香港聖公會教省取代。

## 歷史
- 1951年5月，廣州慕容賢主教致函香港，表示在國家政策下，希望何明華會督能辭去中華主教院主教之職務，並謂中華聖公會勢必要與香港聖公會斷絕關係
- 1951年5月17日：中華人民共和國在中國大陸成立後，第二十屇聖公會維多利亞教區/中華聖公會華南教區議會決議港澳教會脫離中華聖公會港粵教區，香港及澳門之聖堂脫離中華聖公會教省，成立「聖公會港澳教區」，沒有隸屬於任何教省，由坎特伯里大主教以全世界聖公會主席之職權作為教區的轄治權人。
- 1951年7月6日，港澳地區聖公會自立為「聖公會港澳教區」，通過議案（一）華南教區現因種種關係，港澳教會與廣東教會應即分離，港澳成一教區，廣東成立一新教區；（二）港澳教區即日起與全國中華聖公會總議會組織上完全脫離關係；（三）港澳教區自動仍保持中華聖公會之信仰與禮儀。港澳教區仍由何明華出任教區主教，專注發展香港和澳門兩地聖工。
- 1951年7月7日，全國中華聖公會常務委員會正式照會港澳地區聖公會,指其通過議案接受華南教區提出與港澳二地斷絕關係的要求,以及不再承認何明華為中華聖公會主教。
- 1962年：東南亞各教區組成「東南亞教區議會」(後稱東亞議會)，港澳教區為成員之一。
- 1965年：因坎特伯里大主教認為東南亞教區議會將發展為一獨立的教省，故宣佈放棄對港澳教區的轄治權。然而後來東亞議會並沒有成為一教省，而只作為中華聖公會憲章規條信託人。自此港澳教區成為一游離的個體。
- 1981年：選出鄺廣傑牧師為港澳教區主教，並為港澳教區首位華人主教。
- 1991年：由於港澳教區工作隨著社會發展而日益增多，加上長期以來沿用中華聖公會的憲章和規例因中華聖公會的不存在而無法更新，因此港澳教區決定籌備成立教省。計劃中的教省下轄香港島教區、東九龍教區、西九龍教區及澳門傳道地區。
- 1995年：選出並祝聖兩分區主教，徐贊生為東九龍分區主教，蘇以葆為西九龍分區主教
- 1998年：選出鄺廣傑主教為香港聖公會教省首任大主教及教省主教長，並於十月二十五日舉行教省成立崇拜及大主教陞座禮。港澳教區時代結束。

## 聖公會港澳教區歷任會督(主教)
- 1951年至1967年：何明華會督
- 1967年至1981年：白約翰會督
- 1981年至1998年：鄺廣傑會督